# Mike Pelfrey
Michael Alan Pelfrey (né le 14 janvier 1984 à la base aérienne Wright-Patterson, Ohio, États-Unis) est un ancien lanceur droitier de la Ligue majeure de baseball. 

## Carrière
Après des études secondaires à la Wichita Heights High School de Wichita (Kansas), Mike Pelfrey est repêché le 4 juin 2002 par les Devil Rays de Tampa Bay au quinzième tour de sélection. Il repousse l'offre et suit des études supérieures à l'université d'État de Wichita  où il porte les couleurs des WSU Shockers de 2003 à 2005.  

### Mets de New York
Pelfrey rejoint les rangs professionnels à l'issue de la repêché du 7 juin 2005 au cours de laquelle il est sélectionné par les Mets de New York au premier tour de sélection (9e choix). Il perçoit un bonus de 3,55 millions dollars à la signature de son premier contrat professionnel le 10 janvier 2006. 
Il passe quelques mois en Ligues mineures avant d'effectuer ses débuts en Ligue majeure le 8 juillet 2006.
Il remporte 2 victoires contre une défaite en tant que lanceur partant en 2006. En 2007, le lanceur droitier de 6 pieds 7 pouces gagne 3 de ses 11 décisions pour New York.
En 2008, il atteint pour la première fois les 200 manches lancées en une saison et établit un record personnel de 13 victoires, contre 11 défaites. Sa moyenne de points mérités se chiffre à 3,72 en 32 départs. 
Sa fiche en 2009 est de 10-12 avec une moyenne de points mérités de 5,03. Il mène les majeures avec 6 feintes illégales durant la saison, égalant un record de franchise avec 3 dans un seul match, le 17 mai face aux Giants de San Francisco,.
En 2010, Pelfrey collecte son premier sauvetage au plus haut niveau à l'occasion d'un match marathon disputé en vingt manches contre les Cardinals de Saint-Louis le 17 avril. C'est sa seule présence en relève de la saison. Ses 33 autres sorties sont bien sûr comme lanceur partant et il remporte 15 victoires contre 9 défaites, maintenant sa moyenne de points mérités à 3,66. Il est le lanceur des Mets qui remporte le plus de matchs cette saison-là.
Au cours de la difficile saison 2011 des Mets, Pelfrey subit 13 défaites et ne gagne que 7 matchs. Sa moyenne de points mérités est à la hausse et atteint 4,74.

### Twins du Minnesota
Opéré aux ligaments du coude en 2012, Pelfrey ne dispute que trois parties pour les Mets puis signe le 20 décembre un contrat d'un an avec les Twins du Minnesota. Il remporte 5 victoires contre 13 défaites en 29 départs pour Minnesota en 2013. Sa moyenne de points mérités s'élève à 5,19 en 152 manches et deux tiers lancées.
Le 23 décembre 2013, Pelfrey signe un nouveau contrat de deux saisons avec les Twins.

### Tigers de Détroit
Le 6 décembre 2015, Pelfrey signe avec les Tigers de Détroit un contrat de 16 millions de dollars pour deux saisons.

## Vie personnelle
Mike Pelfrey souffre du syndrome algo-dysfonctionnel de l'appareil manducateur depuis qu'il a été atteint à la mâchoire par une balle de baseball dans les rangs collégiaux. Il porte occasionnellement un protecteur buccal lors des matchs pour en atténuer les inconvénients. Cet appareil a cependant été qualifié de distraction pour les joueurs adverses, ainsi que pour Pelfrey lui-même.
Mike Pelfrey figure au nombre des victimes du financier fraudeur Allen Stanford.

## Statistiques
| Saison | Équipe  | G   | GS  | CG | SHO | V  | D  | SV | IP    | SO  | ERA  |
| ------ | ------- | --- | --- | -- | --- | -- | -- | -- | ----- | --- | ---- |
| 2006   | NY Mets | 4   | 4   | 0  | 0   | 2  | 1  | 0  | 21.1  | 13  | 5,48 |
| 2007   | NY Mets | 15  | 13  | 0  | 0   | 3  | 8  | 0  | 72.2  | 45  | 5,57 |
| 2008   | NY Mets | 32  | 32  | 2  | 0   | 13 | 11 | 0  | 200.2 | 110 | 3,72 |
| 2009   | NY Mets | 31  | 31  | 0  | 0   | 10 | 12 | 0  | 184.1 | 107 | 5,03 |
| 2010   | NY Mets | 34  | 33  | 0  | 0   | 15 | 9  | 1  | 204.0 | 113 | 3,66 |
| Totaux | Totaux  | 116 | 113 | 2  | 0   | 43 | 41 | 1  | 683.0 | 388 | 4,31 |

Note : G = Matches joués ; GS = Matches comme lanceur partant ; CG = Matches complets ; SHO = Blanchissages ; 
V = Victoires ; D = Défaites ; SV = Sauvetages ; IP = Manches lancées ; SO = Retraits sur des prises ; ERA = Moyenne de points mérités.